# Giorgio Nebbia
Giorgio Nebbia (Bologna, 23 aprile 1926 – Roma, 3 luglio 2019) è stato un ambientalista, politico e chimico italiano.

## Biografia
Laureatosi in chimica nel 1949, fu assistente del prof. Walter Ciusa all'Università di Bologna fino al 1959, anno in cui divenne professore ordinario di merceologia presso Facoltà di Economia dell'Università di Bari, incarico mantenuto fino al 1995 per poi divenire professore emerito. Ottenne le lauree honoris causa in scienze economiche e sociali dall'Università del Molise e in economia e commercio dagli atenei di Bari e Foggia.
Giorgio Nebbia svolse attività di ricerca nell'ambito della  merceologia, con particolare riferimento all'analisi del ciclo delle merci. Si occupò di ambientalismo e risorse naturali, studiando l'energia solare e la dissalazione delle acque, temi sui quali pubblicò numerosi contributi scientifici.
Insieme ad altri appassionati, tra cui Antonio Rini, fondò nel 1969 l'Associazione Barese Astrofili che per anni formò giovani e adulti al rigore metodologico scientifico.
In campo politico fu sempre su posizioni ambientaliste e di Sinistra, battendosi in particolare contro l'idea, risorgente anche dopo il Disastro di Černobyl'  e i Referendum (8-9 novembre 1987 e 12-13 giugno 2011) che bandirono le centrali nucleari in Italia, di rilanciare il nucleare considerandolo come energia pulita e sicura. Venne eletto nelle liste del Partito Comunista Italiano, come indipendente di sinistra, alla Camera dei deputati per la IX Legislatura (1983 al 1987)  e, poi, al Senato per la X legislatura della Repubblica Italiana (dal 1987 al 1992).
Nel 2016 firma l'appello de Il Fatto Quotidiano a sostegno delle ragioni per il "No" per il referendum costituzionale sulla riforma Renzi-Boschi.
Morì all'età di 93 anni nella primavera del 2019. L'archivio Giorgio e Gabriella Nebbia è ospitato presso il centro di storia dell'Ambiente della Fondazione Luigi Micheletti.

## Opere principali
- L' energia solare e le sue applicazioni, scritto con G. Righini, Feltrinelli, Milano 1966.
- Il problema dell'acqua, Cacucci Editore, Bari 1969.
- Lezioni di merceologia, Laterza, Roma-Bari 1981.
- La società dei rifiuti, Edipuglia, Bari 1990. ISBN 9788872280607.
- Lo sviluppo sostenibile, Edizioni Cultura della pace, Firenze 1991. ISBN 9788809604889.
- Le merci e i valori. Per una critica ecologica al Capitalismo, Jaka Book, Milano 2002. ISBN 9788816405806.
- Produzione di merci a mezzo di natura, (in «Il Contributo. Rivista del Centro per la Filosofia Italiana») Aracne, Roma 2006. ISBN 9788854805668.
- Scritti di storia dell’ambiente e dell’ambientalismo 1970-2013 Archiviato il 1º giugno 2019 in Internet Archive., Brescia, Fondazione Micheletti, 2014.